# Механізм прискорення Фермі
Механізми прискорення Фермі  — це механізми прискорення заряджених частинок (космічних променів) на рухомих магнітних неоднорідностях (2-го роду) та фронтах ударних хвиль (1-го роду). Механізм 2-го роду запропонований Енріко Фермі в 1949 році. 1977 року показана можливість більш ефективного прискорення на ударних хвилях залишків наднових, що було названо прискоренням Фермі 1-го роду.

## Прискорення Фермі 1-го роду
Ударні хвилі — розриви в просторових розподілах гідродинамічних параметрів — досить поширене явище у Всесвіті. Заряджені частинки можуть зазнавати лобових зіткнень з ударною хвилею, збільшуючи свою енергію або навздогінних зіткнень, зменшуючи енергію. Процес може багатократно повторюватися. У середньому збільшення енергії частинок унаслідок лобових зіткнень перед фронтом переважають над втратами енергії в навздогінних зіткненнях за фронтом, що призводить до відносно повільного зростання енергії заряджених частинок з часом. На ударних хвилях залишків наднових протони можуть прискорюватися від енергій близько 103 до 1015 еВ за приблизно 1000 років.
Функція розподілу за енергію має степеневий вигляд (у наближенні, що прискорювані частинки не впливають на фронт хвилі): {\displaystyle f(\epsilon )\sim \epsilon ^{-s}}. Такий спектр добре узгоджується з експериментом.
Прискоренням 1-го роду явище називається через те, що відносний приріст енергії пропорційний до першого степеня середньої швидкості магнітних неоднорідностей.

## Прискорення Фермі 2-го роду
Прискорення Фермі 2-го роду стосується зміни енергії зарядженої частинки під час руху в середовищі, де є випадкові рухомі «магнітні дзеркала». Так, якщо магнітне дзеркало рухається в бік частинки, то після відбиття від нього енергія частинки збільшиться. У протилежному випадку (коли дзеркало віддаляється від частинки) енергія відбитої частинки зменшується. Це поняття було вперше було використано Фермі (1949) для пояснення механізму формування космічних променів. Фермі стверджував, що в середовищі випадкового руху, ймовірність зустрічного зіткнення більша, тому частинки частіше мають прискорюватись. Цей випадковий процес називається прискорення Фермі 2-го роду, оскільки середнє наданої частинці залежить від квадрата швидкості дзеркала {\displaystyle \beta _{m}^{2}}. Несподівано, у результаті такого прискорення, спектр енергій дуже схожий на спектр для прискорення Фермі 1-го роду.